# Donald William Lucas
Donald William Lucas (*  1905; † 1985) war ein britischer Gräzist.
Lucas war Fellow des King’s College, Cambridge, und von 1952 bis 1969 der dritte Perceval Maitland Laurence Reader in Classics an der Universität Cambridge (sein Nachfolger, der vierte und letzte Perceval Maitland Laurence Reader, war John Chadwick, der 1984 emeritiert wurde).
Lucas arbeitete zur griechischen Tragödie und zur Poetik des Aristoteles. Ihm ist der wiederholt nachgedruckte Kommentar der Clarendon Press zur Poetik des Aristoteles zu verdanken. Außerdem betreute er Inszenierungen der Frösche des Aristophanes und des Agamemnon des Aischylos in Cambridge.

## Schriften
- Euripides. In: The Oxford Classical Dictionary. Oxford University Press, Oxford 1970.
- (Hrsg.): Aristotle, Poetics. Clarendon Press, Oxford 1968, Nachdruck mit Verbesserungen 1972, Nachdruck 1978 und als paperback 1980.
- The Greek tragic poets. Cohen & West, London 1959.
- (Hrsg.): The Agamemnon of Aeschylus. The Greek Text performed at Cambridge, February 1953. With a verse Translation by Sir John Sheppard and an introduction by D. W. Lucas. Bowes & Bowes, Cambridge 1952. – Rez. von P. G. Mason, in: The Journal of Hellenic Studies 74, 1954, S. 196, (online)
- (Hrsg., mit Francis Julian Alford Cruso): The Frogs: The Greek Text as Arranged for Performance at Cambridge February, 1947. Bowes, Cambridge 1936.